# Nový Rychnov (zámek)
Zámek Nový Rychnov stojí v obci Nový Rychnov, při silnici II/133 z Vyskytné na Řeženčice, nad Lihovarským rybníkem, naproti kostela Nanebevzetí Panny Marie. Je chráněn jako kulturní památka České republiky.

## Historie
Tvrz, která zámku předcházela, byla vystavěna zřejmě ještě v předhusitské době, kdy obec vlastnili pražští arcibiskupové. V době husitských válek docházelo k častému střídání majitelů, až ji v roce 1431 získal Janek z Chotětic. Na konci 15. století přešel do majetku Kryštofa Leskovce z Leskovce, po jehož smrti připadla Vlachyňovi Leskovci, jenž nechal v letech 1543-1561 tvrz přestavět na renesanční zámek. V držení Leskovců zůstal do roku 1596, kdy jej získal Heřman z Říčan a po něm Jan Kafka z Říčan. Tomu byla část panství roku 1622 zkonfiskována a o rok později jej Ferdinand II. vrátil pražskému arcibiskupství. V roce 1675 jej nechal arcibiskup Jan Bedřich z Valdštejna přestavět v duchu baroka. V majetku arcibiskupů zůstal do roku 1949, kdy byl zestátněn a převeden do majetku obce Nový Rychnov. Obec sem umístila nejprve školu, dnes jsou v jeho prostorách byty.